# Jean-Claude Loutsch
Pour l’article homonyme, voir Loutsch.
Le docteur Jean-Claude Loutsch, né à Paris le 21 juillet 1932 et décédé à Bridel le 24 juillet 2002, est un médecin ophthalmologue, historien, héraldiste, généalogiste et peintre héraldiste luxembourgeois.

## Sa vie
Il vivait à Luxembourg où son cabinet était installé depuis 1964.
Mais à côté de ses lourdes activités médicales, il cultivait avec érudition et talent le jardin secret -qui devint rapidement public - de l'héraldique.
Doué pour le crayon - talent hérité peut-être de son arrière-grand-père l'architecte Jean-François Eydt (1809-1884) - il produisit également des dessins et des tableaux héraldiques pleins de personnalité et de goût, art qu'il avait su développer en étudiant avec érudition la production des meilleurs maîtres et en suivant les conseils de Paul Adam-Even.
Le gouvernement luxembourgeois, reconnaissant son talent, le nomma conseiller auprès de la commission héraldique de l'État luxembourgeois.
Il produisit de nombreux articles et ouvrages concernant son thème de prédilection.
En 2019, aussi en hommage à Jean-Claude Loutsch, sa veuve Madame J. Weydert, a créé la fondation Jean-Claude Loutsch et Josannette Weydert, qui a pour objet de promouvoir des activités philanthropiques et sociales, tant au Luxembourg quʼà lʼétranger, notamment dans les domaines de la culture, de lʼéducation, de lʼassistance à lʼenfance et de lʼassistance aux personnes défavorisées.

## Les académies, sociétés savantes et cercles d'émulations
- président de l'Académie internationale d'héraldique de 1980 à 2001 (membre dès 1964).
- membre titulaire de l'Institut Grand-ducal (section historique).
- membre d'honneur de la Société française d'héraldique et de sigillographie.
- membre de la Société héraldique du Canada.
- membre du cercle Adler de Vienne.
- membre correspondant de la Real Academia matritense de heráldica y de genealogía.
- membre de la Société des Bibliophiles liégeois.

## Ses publications
- 1966: Complément à l'Armorial des Duché de Luxembourg et Comté de Chiny, 1966.
- 1974: Armorial du pays de Luxembourg. Publications nationales du Ministère des Arts et des Sciences, Luxembourg, 1974.
- 1982. « La famille Eydt de Neumühle-lez-Luxembourg » dans: 125 Jor Sang a Klang Pafendall, Dréckerei Print-Service, Luxembourg, 1982, pages 240-264.
- 1989: Armorial communal du Grand-Duché de Luxembourg, 1989 (édité sous la direction de Jean-Claude Loutsch).